# Gynanisa jama
Gynanisa jama is een vlinder uit de familie nachtpauwogen (Saturniidae). De wetenschappelijke naam van de soort is voor het eerst geldig gepubliceerd in 1915 door Hans Rebel.